# Kościół Matki Boskiej Częstochowskiej w Mościejewie
Kościół Matki Boskiej Częstochowskiej w Mościejewie – zabytkowy rzymskokatolicki kościół parafialny w Mościejewie, w powiecie międzychodzkim, w województwie wielkopolskim.

## Historia
Świątynia wzniesiona została w 1763 z inicjatywy Józefa Sczanieckiego. Parafia funkcjonuje tu od 1924 (wyłączona z Chrzypska Wielkiego). W latach 1925–1930 dobudowano kruchtę, nawę i zakrystię (dwie ostatnie szachulcowe). Inicjatorem był Konstanty Chłapowski. Po zakończeniu II wojny światowej Jan Bury postawił na wschodnim skraju wsi grotę maryjną (związane było to z przebytą ciężką chorobą). Obiekt przebudowano i rozbudowano w 1990. W latach 2003–2007 proboszczem parafii Mościejewie był ks. Sławomir Baraniak, który przeprowadził kolejny remont świątyni (wnętrza). Zamalowano wówczas poprzednie malowidła ścienne i zastąpione je wizerunkiem Matki Boskiej Częstochowskiej ufundowanym przez wokalistkę Eleni (Helenę Dzokę). Po wszystkich ingerencjach architektonicznych pierwotna kaplica z 1763 stanowi prezbiterium obecnego kościoła. Na lewo od głównego wejścia stoi drewniana dzwonnica słupowa.

## Galeria

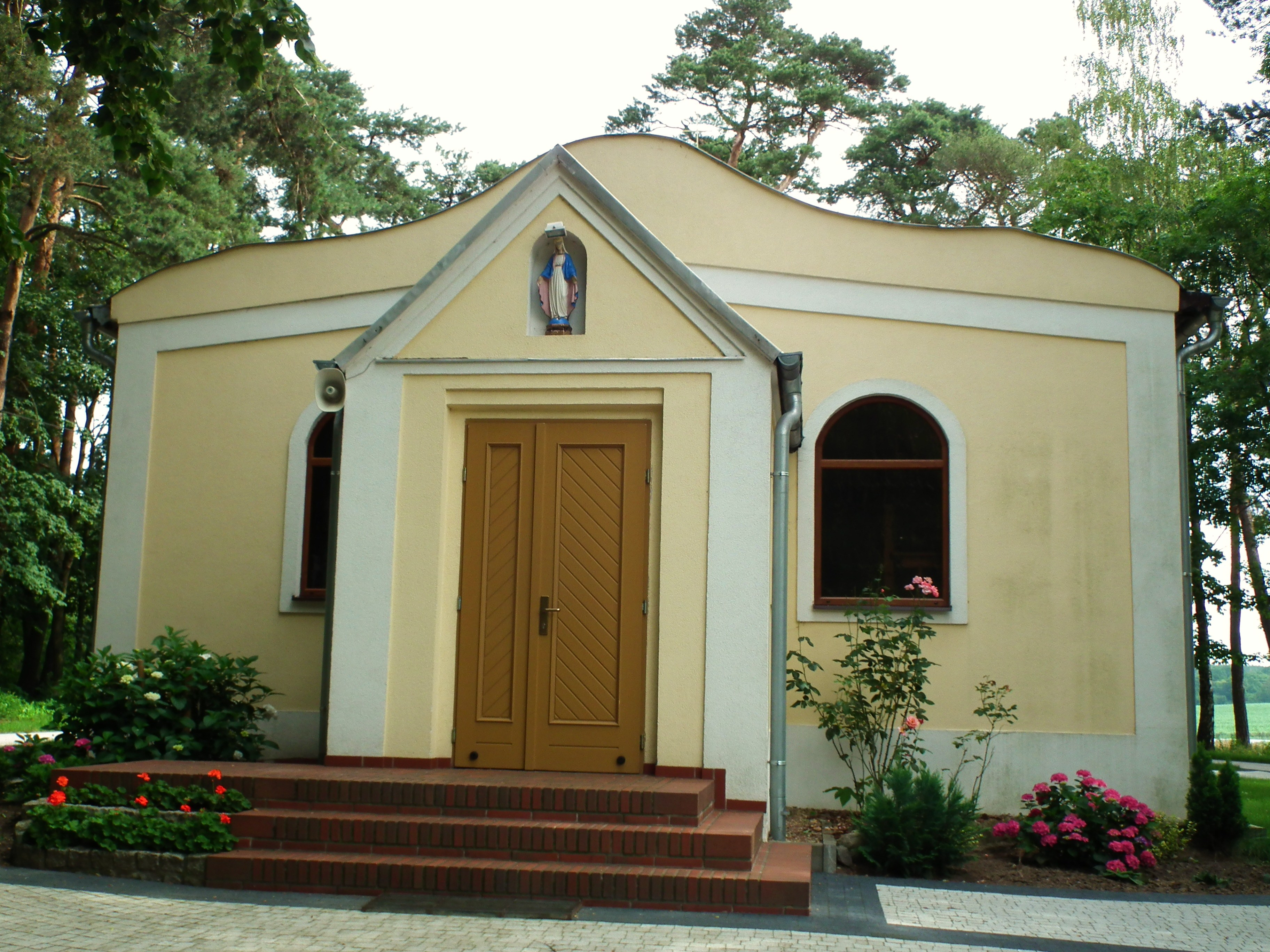
Wejście
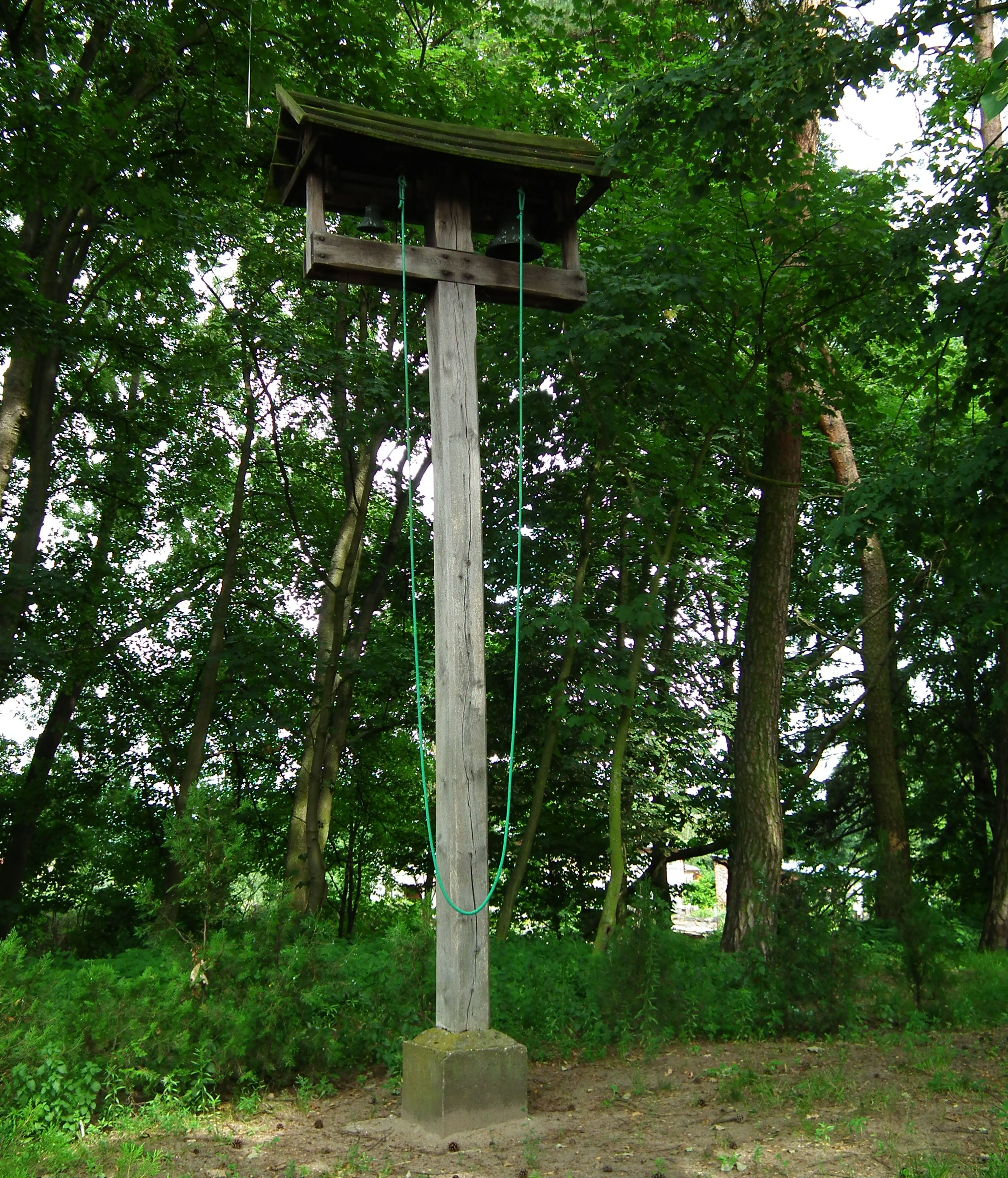
Dzwonnica
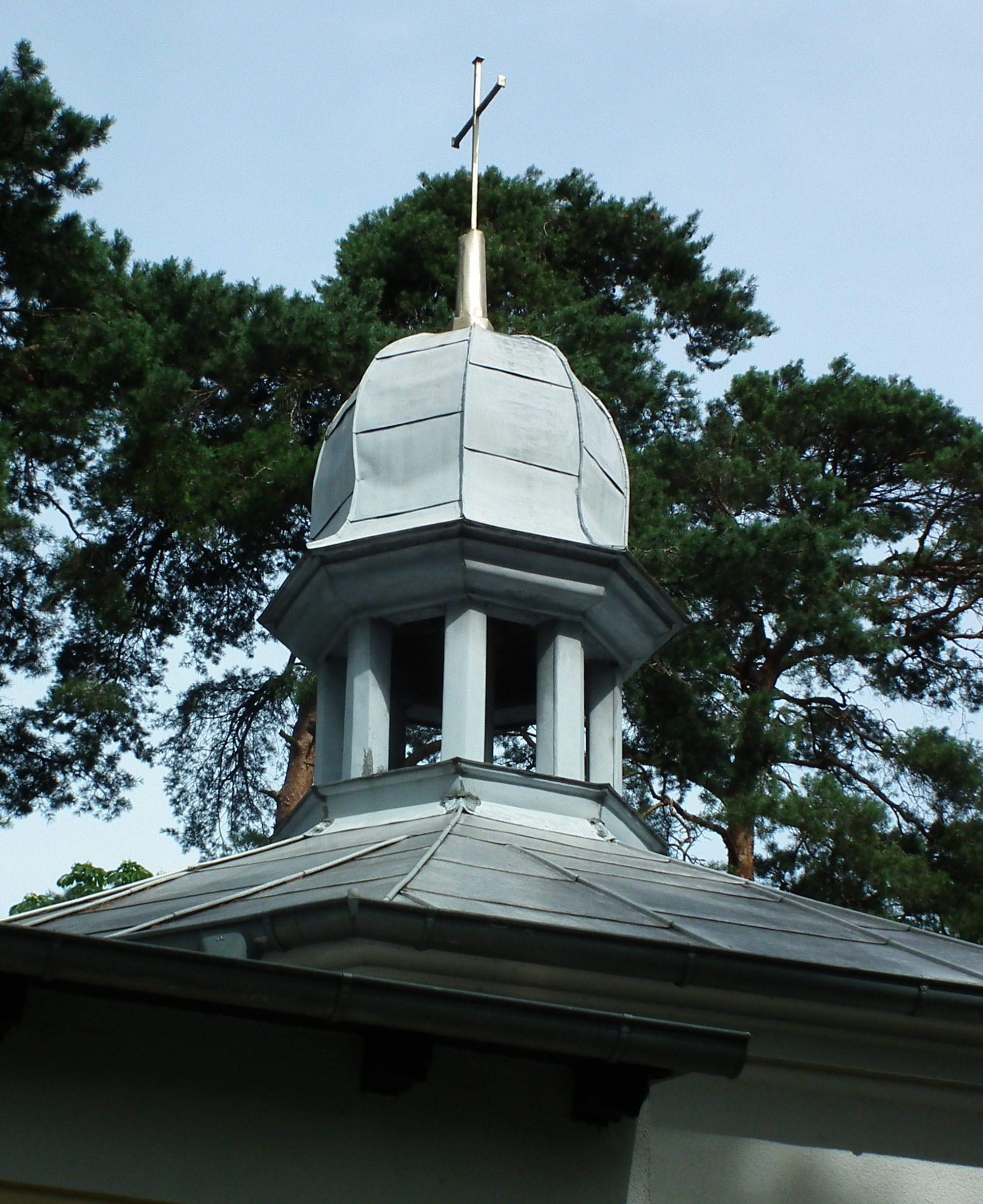
Krzyż